# John C. Crosby
John Crawford Crosby (* 15. Juni 1859 in Sheffield, Berkshire County, Massachusetts; † 14. Oktober 1943 in Pittsfield, Massachusetts) war ein US-amerikanischer Jurist und Politiker. Zwischen 1891 und 1893 vertrat er den Bundesstaat Massachusetts im US-Repräsentantenhaus.

## Werdegang
John Crosby besuchte die öffentlichen Schulen in Pittsfield und danach das Eastman Business College in Poughkeepsie (New York). Nach einem anschließenden Jurastudium an der Law School der Boston University und seiner 1882 erfolgten Zulassung als Rechtsanwalt begann er in Pittsfield in diesem Beruf zu arbeiten.  Gleichzeitig schlug er als Mitglied der Demokratischen Partei eine politische Laufbahn ein. Zwischen 1884 und 1890 saß er im Schulausschuss der Stadt Pittsfield. In den Jahren 1886 und 1887 war er Abgeordneter im Repräsentantenhaus von Massachusetts; von 1888 bis 1889 gehörte er dem Staatssenat an. Außerdem wurde er Direktor bei einer Bank und bei einer Feuer- bzw. Lebensversicherungsgesellschaft.
Bei den Kongresswahlen des Jahres 1890 wurde Crosby im zwölften Wahlbezirk von Massachusetts in das US-Repräsentantenhaus in Washington, D.C. gewählt, wo er am 4. März 1891 die Nachfolge von Francis W. Rockwell antrat. Da er im Jahr 1892 nicht bestätigt wurde, konnte er bis zum 3. März 1893 nur eine Legislaturperiode im Kongress absolvieren. In den Jahren 1894 und 1895 amtierte Crosby als Bürgermeister der Stadt Pittsfield. Im Juli 1896 war er Delegierter auf der Democratic National Convention in Chicago, auf der William Jennings Bryan erstmals als Präsidentschaftskandidaten nominiert wurde. Zwischen 1896 und 1900 war er juristischer Vertreter seiner Heimatstadt Pittsfield; von 1905 bis 1913 fungierte er als Richter am Superior Court. Danach war er bis zu seinem Eintritt in den Ruhestand am 1. Oktober 1937 Richter am Massachusetts Supreme Judicial Court. John Crosby starb am 14. Oktober 1943 in Pittsfield, wo er auch beigesetzt wurde.